# POP (芸能プロダクション)
株式会社POPは、2008年、映画監督によって設立された芸能事務所。
俳優のみならず、文化人のマネージメント業務も行なっている。

## 概要
- 社名は「POWER OF PICTURE」という俗語の頭文字を並べたもの。
- 芸能事務所としての業務と同時に、映画・テレビの企画業務も行う。
- 映画監督・藤井秀剛が役者の熱い心に動かされ、代表として設立した。
- 2016年から製作業務も行っており、劇場映画狂覗・超擬態人間なども手掛けている。

## 特徴
- C.F.A.というプロジェクトを通し、俳優の新たな表現方法を模索している。
- 俳優のマネージメントのみならず、文化人のマネージメント、映画・テレビの企画も行っている。

## 会社概要
- 所在地 東京都新宿区高田馬場3-1-5・324
- 代表取締役社長 藤井秀剛

## 所属文化人
- 藤井秀剛 - 映画監督／コラムニスト

## 所属俳優
- 越智貴広
- 福田繁
- 山上直志
- 種村江津子
- 宮下純